# Viktor Rashchupkin
Viktor Rashchupkin (en russe : Виктор Иванович Ращупкин ; en français : Viktor Ivanovitch Rachtchoupkine), né le 16 octobre 1950 à Kamensk-Ouralski, en RSFS de Russie (Union soviétique), est un ancien athlète soviétique.
Spécialiste du lancer du disque, il s'adjugea la médaille d'or aux Jeux olympiques d'été de 1980, devant le Tchécoslovaque Imrich Bugár et le Cubain Luis Delís, le favori est-allemand Wolfgang Schmidt ne terminant que quatrième.

## Palmarès

### Jeux olympiques d'été
- 1980 à Moscou ( Union soviétique)
  -  Médaille d'or au lancer du disque